# Hamun
Un hamun (o hamoun) (Farsi: هامون‎‎ hāmūn) è un lago stagionale o  una zona paludosa in zona desertica, si trova nell'Altopiano iranico, che si estende tra l'Iran e l'Afghanistan fino al Pakistan occidentale (Belucistan). Gli hamun costituiscono un elemento fondamentale per la vita selvatica della zona, sia acquatica, sia terrestre e anche per gli uccelli. Negli hamun si trova anche una parte della popolazione iraniana di coccodrilli palustri.
Un hamun raramente supera i 3 m di profondità e il livello dell'acqua segue un profilo fortemente variabile a seconda della stagione e degli anni; normalmente il periodo di piena corrisponde al termine della primavera, quando lo scioglimento delle nevi aumenta sensibilmente la portata degli immissari. In occasione delle piene, vari hamun possono trovarsi di fatto collegati da zone pantanose che durante il resto dell'anno li isolano; nel 2001 la stagione particolarmente secca ha portato alla quasi completa scomparsa degli hamun, a seguito dell'evaporazione, determinando situazioni calamitose sia per l'ambiente sia per le popolazioni locali. In quell'occasione sono morti milioni di pesci e una grande quantità di fauna, comopreso il bestiame allevato nei villaggi: più di 100 villaggi sono stati abbandonati e si è dovuto attendere fino al 2006 perché la situazione idrica tornasse alla normalità.
La bassa salinità degli hamun, in considerazione del fatto che si trovano in aree con forte evaporazione e sono soggetti a riduzioni notevoli del loro volume d'acqua, resta un fatto non del tutto chiarito: in parte ne sono responsabili le acqua estremamente pure dei tributari, in parte si ipotizza che alcuni ioni alcalini siano dispersi per infiltrazione dal fondo o, infine, c'è che pensa che i sali si depositino spesso sul fondo per via dei ricorrenti periodi siccitosi e poi siano rapidamente ricoperti dai sedimenti quando il bacino riceve nuove acque cariche di inerti in sospensione.
Gli hamun più conosciuti sono:
- Hamun-e Helmand, Afghanistan - Iran
  - Hamun Lake, Iran - Afghanistan
- Hamun-e Jaz Murian, Iran
- Hamun-e Mashkel o Mashkid, a cavallo del confine Iran-Pakistan
- Hamun-e Puzak, Afghanistan
- Hamun-e Saberi in Sistan, a cavallo del confine Iran-Afghanistan
- Hamun Zeheh, Goad-i Zereh o depressione di Godzareh, Afghanistan